# Gábor Szabó
Gábor István Szabó, madžarski jazz kitarist, * 8. marec 1936, Budimpešta, Madžarsko kraljestvo, † 26. februar 1982, Budimpešta, Ljudska republika Madžarska.
Szabóv stil je vključeval prvine jazza, popa, rocka in madžarske glasbe. V svoji karieri je sodeloval s številnimi znanimi glasbeniki, kot so Miles Davis, Chick Corea, George Harrison, Tony Williams, Ron Carter, ...

## Zgodnja leta
Gábor Szabó se je rodil leta 1936 v Budimpešti. Kitaro je pričel igrati, ko mu je bilo 14 let, navdušil pa ga je western Royja Rogersa. Nanj so sprva vplivali Gerry Mulligan, Chet Baker in Tal Farlow, ki jih je poslušal po radiu Voice of America. Leta 1956, ko je dopolnil 20 let, je izbruhnila Madžarska revolucija. Szabó je takrat pobegnil, s sabo pa je vzel le kitaro. Nastanil se je v Kaliforniji in med letoma 1958 in 1960 obiskoval Berklee College of Music v Bostonu, kjer je študiral kompozicijo in aranžiranje. Da si je lahko privoščil ta študij, je moral nekaj časa delati kot čistilec. Leta 1958 je nastopil na Newport Jazz Festivalu, kjer je igral v zasedbi Newport International Band, ki ga je vodil Marshall Brown.

## Kariera
Leta 1961 je Szabó postal član kvinteta, ki ga je vodil Chico Hamilton, v kvintetu pa je igral tudi Charles Lloyd. Zvok kvinteta je bil opisan kot komorni jazz z "zmernim avantgardizmom". Na Szaba je vplival rock 60. let. Leta 1965 je sodeloval v jazz pop zasedbi, ki jo je vodil Gary McFarland, zatem pa je zopet sodeloval z Lloydom, tokrat v energičnem kvartetu z Ronom Carterjem in Tonyjem Williamsom. Szabova skladba "Gypsy Queen", ki je izšla na njegovem debitantskem studijskem albumu Spellbinder, je postala uspešnica Carlosa Santane. Santana jo je spojil skupaj s skladbo Black Magic Woman. Konec 60. let je Szabó sodeloval v skupini s kitaristom Jimmyjem Stewartom. Z McFarlandom in Calom Tjadrom je ustanovil založbo Skye Records.

»Dokler nisem slišal Gáborja, nisem vedel, da se da s kitaro početi še druge stvari.«

Carlos Santana
V 70. letih se je približal bolj popularni in komercialni glasbi. Pogosto je nastopal v Kaliforniji, v glasbo pa je poleg jazza vpletal še prvine ciganske in indijske glasbe. Leta 1970 je na njegovem albumu High Contrast izšla skladba Breezin', ki jo je sedem let kasneje posnel George Benson in z njo doživel vidnejši uspeh kot Szabó, ki Bensonovega početja ni odobraval. Večkrat se je vračal domov na Madžarsko, kjer je tudi nastopal, tam pa je tudi malo pred 46. rojstnim dnem umrl. Za njegovo zgodnjo smrt naj bi bila kriva zasvojenost s heroinom.
25. junija 2019 je The New York Times Magazine poročal, da se je Gábor Szabó znašel med izvajalci, čigar material je bil uničen med požarom Universal Studios Hollywood leta 2008.

## Izbrana diskografija
| - Gypsy '66 (1966) - Spellbinder (1966) - Simpático (1966) - z Garyjem McFarlandom - At Monterey (1967) - The Sorcerer (1967) - More Sorcery (1967) - Jazz Raga (1967) - Light My Fire (1967) - z Bobom Thielom - Bacchanal (1968) - Wind, Sky and Diamonds (1968) - Dreams (1968) - 1969 (1969) - Lena & Gabor (1970) - z Leno Horne - Magical Connection (1970) - High Contrast (1971) - Mizrab (1972) - Small World (1972) - Rambler (1973) - Gabor Szabo Live (1973) - Macho (1975) - Nightflight (1976) - Faces (1977) - Belsta River (1978) - Femme Fatale (1981) - The Szabo Equation: Jazz/Mysticism/Exotica (1990) - In Budapest (2008) | Steve Allen - Songs for Gentle People (1967) Paul Desmond - Skylark (1973) Coke Escovedo - Comin' at Ya! (1976) Chico Hamilton - Drumfusion (1962) - Transfusion (1990) - Passin' Thru (1962) - A Different Journey (1963) - Man from Two Worlds (1963) - Chic Chic Chico (1965) - El Chico (1965) - The Further Adventures of El Chico (1966) Charles Lloyd - Of Course, Of Course (1965) - Nirvana (1968) - Waves (1972) Gary McFarland - The In Sound (1965) |